# Creatina-cinasa

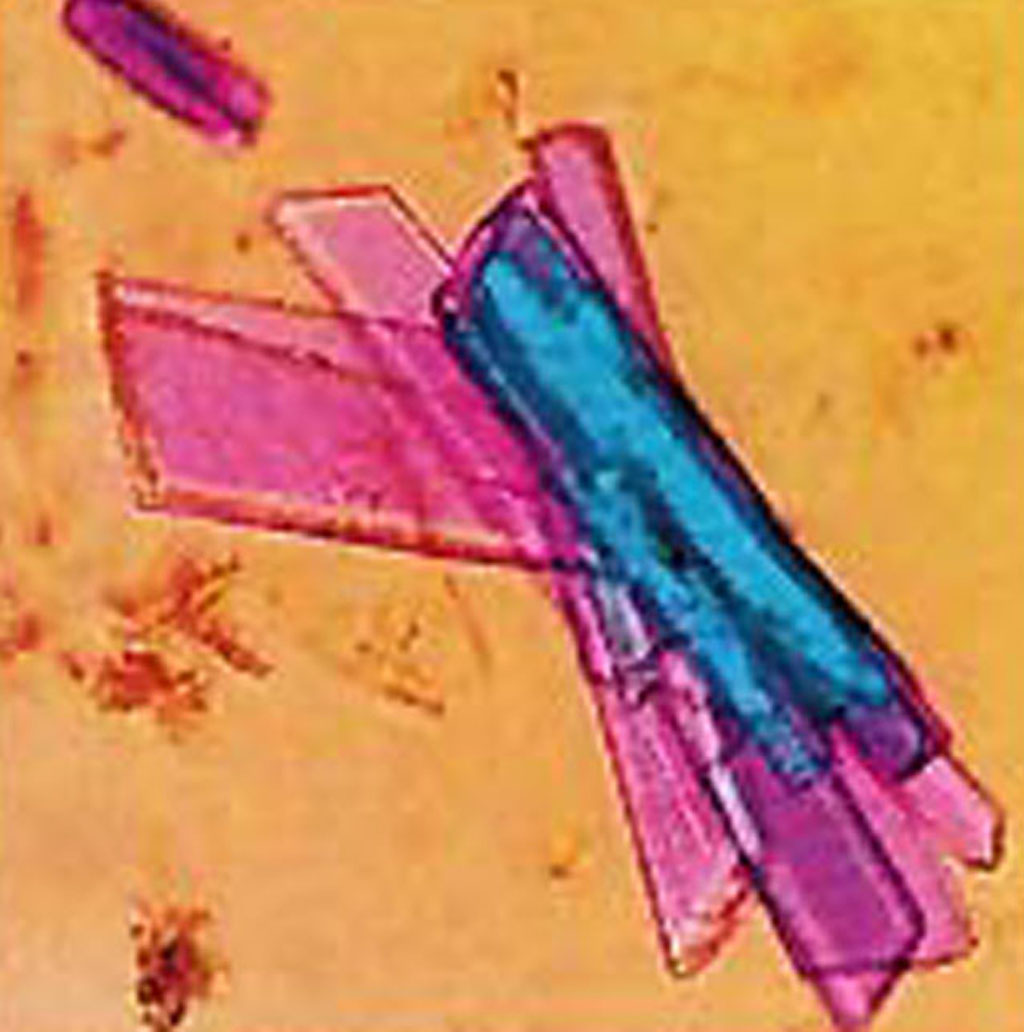
Cristalls de creatina cinasa al microscopi.

La creatina-cinasa (CK), també coneguda com a creatina-fosfocinasa (CPK) és un enzim expressat per diversos teixits biològics i tipus cel·lulars.
Clínicament, la creatina cinasa s'analitza en sang com a marcador de dany del teixit ric en CK, com ara l'infart de miocardi (atac cardíac), la rabdomiòlisi (ruptura muscular greu), la distròfia muscular, les miositis autoimmunitàries i la lesió renal aguda.

## Funció biològica
La creatina-cinasa catalitza la producció de fosfocreatina a través de la fosforilació d'una molècula de creatina, consumint una molècula d'ATP en el procés. La molècula d'ADP formada per a crear una molècula de fosfocreatina es converteix immediatament ATP pels mitocondris.
En la miofibril·la, a l'inici de la contracció muscular, la concentració d'ADP augmenta a mesura que disminueixen els nivells d'ATP. En aquesta situació l'enzim catalitza la reacció inversa, i transfereix un radical fosforil a l'ADP, i així restaura ràpidament la concentració d'ATP.
La fosfocreatina, mitjançant l'ATP, constitueix doncs una reserva energètica ràpidament utilitzable pel múscul esquelètic i altres teixits.

## Estructura química i isoformes
La creatina-cinasa (CK) és un enzim dimèric compost per dos tipus de subunitats, M (muscular) i B (cerebral) que es combinen per formar tres isoenzims de creatina-cinasa distints: CK-1 (BB), CK-2 (MB) y CK-3 (MM).

## En diagnòstic mèdic
La creatina-cinasa pot sortir de l'interior de les miofibril·les d'un múscul deteriorat. Quan es troba nivells elevats de creatina-cinasa en una mostra de sang indica generalment que el múscul pateix una destrucció per algun procés anormal, com pot ser la distròfia muscular o una inflamació. Tanmateix també algunes condicions com la febre o l'esforç muscular poden donar alts nivells sanguinis de creatina-cinasa sense patologia aparent.
Cada isoforma té una funció diferent: l'isoforma CK-BB serveix per conèixer el dany cerebral i CK-MB en valors anormals permet identificar un dany cardíac, en especial un infart agut de miocardi en combinació amb un ECG i estudis de tropomiosina.